# Zlati mikrofon Mirka Strehovca
Zlati mikrofon Mirka Strehovca je bila nagrada, ki jo je podeljevalo športno uredništvo Radia Slovenija za dosežke v športnem novinarstvu oz. reporterstvu v minulem letu. Poimenovana je bila po radijskem reporterju Mirku Strehovcu.

## Prejemniki nagrade
- 1994 Aleš Varoga
- 1995 Niko Mihelič
- 1996 Rajko Dolinšek
- 1997 Franci Pavšer
- 1998 Andrej Stare
- 1999 Sergio Tavčar
- 2000 Boris Ljubič
- 2001 Drago Ulaga (posthumno)
- 2002 Boštjan Janežič
- 2003 Aleksander Saša Rudolf
- 2004 Marjan Fortin